# 2017-es WTA 125K versenysorozat
A 2017-es WTA 125K versenysorozat a WTA által szervezett nemzetközi tenisztorna az élvonalat követő profi női teniszezők számára. A 2017-es évad nyolc tornát foglalt magába, amelyek mindegyikének díjalapja 125 000 amerikai dollár.

## Szerezhető ranglistapontok
Rövidítések: Gy=győzelem; D=döntős; ED=elődöntős; ND=negyeddöntős; R16=16 között; R32=32 között; Q=kvalfikációt szerzett; Q2=kvalifikáció 2. fordulója; Q1=kvalifikáció 1. fordulója.
| Esemény     | Gy  | D  | ED | ND | R16 | R32 | Q   | Q2  | Q1  |
| ----------- | --- | -- | -- | -- | --- | --- | --- | --- | --- |
| Egyéni      | 160 | 95 | 57 | 29 | 15  | 1   | 6   | 4   | 1   |
| Páros (16D) | 160 | 95 | 57 | 29 | 1   | N/A | N/A | N/A | N/A |

## Versenynaptár
| Kezdet        | Torna                                                                                  | Bajnok                                                      | Döntős                                 | Elődöntősök                       | Negyeddöntősök                                                          |
| ------------- | -------------------------------------------------------------------------------------- | ----------------------------------------------------------- | -------------------------------------- | --------------------------------- | ----------------------------------------------------------------------- |
| Április 17.   | Zhengzhou Women's Tennis Open Csengcsou, Kína 125 000 $ – Kemény – 32S/16Q/16D         | Vang Csiang 3–6, 7–6(3), 1–1 feladta                        | Peng Suaj                              | Cseng Szaj-szaj Tuan Jing-jing    | Zarina Dias Hibino Nao Jang Su-jeong Liu Fang-csou                      |
| Április 17.   | Zhengzhou Women's Tennis Open Csengcsou, Kína 125 000 $ – Kemény – 32S/16Q/16D         | Han Hszin-jün Csu Lin 7–5, 6–1                              | Jacqueline Cako Julia Glushko          | Cseng Szaj-szaj Tuan Jing-jing    | Zarina Dias Hibino Nao Jang Su-jeong Liu Fang-csou                      |
| Június 5.     | Bol Open Bol, Horvátország 125 000 $ – Salak – 32S/8Q/12D                              | Aleksandra Krunić 6–3, 3–0 feladta                          | Alexandra Cadanțu                      | Beatriz Haddad Maia Mandy Minella | Sara Errani Ivana Jorović María Szákari Katerina Bondarenko             |
| Június 5.     | Bol Open Bol, Horvátország 125 000 $ – Salak – 32S/8Q/12D                              | Csuang Csia-zsung Renata Voráčová 6–4, 6–2                  | Lina Gjorcheska Aleksandrina Naydenova | Beatriz Haddad Maia Mandy Minella | Sara Errani Ivana Jorović María Szákari Katerina Bondarenko             |
| Szeptember 4. | Dalian Women's Tennis Open Talien, Kína 125 000 $ – Kemény – 32S/16Q/16D               | Katerina Kozlova 6–4, 6–2                                   | Vera Zvonarjova                        | Zarina Dias Vitalija Gyjacsenko   | Tuan Jing-jing Han Hszin-jün Sabina Sharipova Csang Kaj-lin             |
| Szeptember 4. | Dalian Women's Tennis Open Talien, Kína 125 000 $ – Kemény – 32S/16Q/16D               | Lu Csing-csing Ju Hsziao-ti 7–6(2), 4–6, [10–5]             | Kuo Han-jü Je Csiu-jü                  | Zarina Dias Vitalija Gyjacsenko   | Tuan Jing-jing Han Hszin-jün Sabina Sharipova Csang Kaj-lin             |
| November 6.   | Hua Hin Championships Huahin, Thaiföld 125 000 $ – Kemény – 32S/16Q/16D                | Belinda Bencic 6–3, 6–4                                     | Hszie Su-vej                           | Ana Bogdan Viktorija Golubic      | Vitalija Gyjacsenko Tuan Jing-jing Barbara Haas Luksika Kumkhum         |
| November 6.   | Hua Hin Championships Huahin, Thaiföld 125 000 $ – Kemény – 32S/16Q/16D                | Tuan Jing-jing Vang Ja-fan 6–3, 6–3                         | Dalila Jakupović Irina Hromacsova      | Ana Bogdan Viktorija Golubic      | Vitalija Gyjacsenko Tuan Jing-jing Barbara Haas Luksika Kumkhum         |
| November 6.   | Open de Limoges Limoges, Franciaország 125 000 $ – Kemény (fedett) – 32S/16Q/8D        | Monica Niculescu 6–4, 6–2                                   | Antonia Lottner                        | Pauline Parmentier Sabine Lisicki | Anna Blinkova Kaia Kanepi Conny Perrin Jekatyerina Alekszandrova        |
| November 6.   | Open de Limoges Limoges, Franciaország 125 000 $ – Kemény (fedett) – 32S/16Q/8D        | Valerija Szavinih Maryna Zanevska 6–0, 6–2                  | Chloé Paquet Pauline Parmentier        | Pauline Parmentier Sabine Lisicki | Anna Blinkova Kaia Kanepi Conny Perrin Jekatyerina Alekszandrova        |
| November 13.  | OEC Taipei WTA Challenger Tajpej, Tajvan 125 000 $ – Szőnyeg (fedett) – 32S/16Q/16D    | Belinda Bencic 7–6(3), 6–1                                  | Arantxa Rus                            | Viktorija Golubic Naomi Broady    | Luksika Kumkhum Jil Teichmann Veronyika Kugyermetova Lizette Cabrera    |
| November 13.  | OEC Taipei WTA Challenger Tajpej, Tajvan 125 000 $ – Szőnyeg (fedett) – 32S/16Q/16D    | Veronyika Kugyermetova Arina Szabalenka 2–6, 7–6(5), [10–6] | Monique Adamczak Naomi Broady          | Viktorija Golubic Naomi Broady    | Luksika Kumkhum Jil Teichmann Veronyika Kugyermetova Lizette Cabrera    |
| November 20.  | Hawaii Tennis Open Honolulu, Amerikai Egyesült Államok 125 000 $ – Kemény – 32S/8Q/16D | Csang Suaj 0–6, 6–2, 6–3                                    | Jang Su-jeong                          | Rebecca Peterson Julia Boserup    | Vitalija Gyjacsenko Ajla Tomljanović Jevgenyija Rogyina Miharu Imanishi |
| November 20.  | Hawaii Tennis Open Honolulu, Amerikai Egyesült Államok 125 000 $ – Kemény – 32S/8Q/16D | Hszie Su-jing Hszie Su-vej 6–1, 7–6(3)                      | Hozumi Eri Asia Muhammad               | Rebecca Peterson Julia Boserup    | Vitalija Gyjacsenko Ajla Tomljanović Jevgenyija Rogyina Miharu Imanishi |
| November 20.  | Mumbai Open Mumbai, India 125 000 $ – Kemény – 32S/16Q/16D                             | Arina Szabalenka 6–2, 6–3                                   | Dalila Jakupović                       | Amandine Hesse Sabina Sharipova   | Naomi Broady Ankita Raina Yanina Wickmayer Alizé Lim                    |
| November 20.  | Mumbai Open Mumbai, India 125 000 $ – Kemény – 32S/16Q/16D                             | Victoria Rodríguez Bibiane Schoofs 7–5, 3–6, [10–7]         | Dalila Jakupović Irina Hromacsova      | Amandine Hesse Sabina Sharipova   | Naomi Broady Ankita Raina Yanina Wickmayer Alizé Lim                    |

## Statisztikák
A táblázatok tartalmazzák az egyéni és páros tornagyőzelmek számát versenyzőként és országonként.

### Győzelmek versenyzőnként
| Össz | Versenyző                    | Egyéni | Páros | Egyéni | Páros |
| ---- | ---------------------------- | ------ | ----- | ------ | ----- |
| 2    | Belinda Bencic (SUI)         | ●      |       | 2      | 0     |
| 2    | Arina Szabalenka (BLR)       | ●      | ●     | 1      | 1     |
| 1    | Katerina Kozlova (UKR)       | ●      |       | 1      | 0     |
| 1    | Aleksandra Krunić (SRB)      | ●      |       | 1      | 0     |
| 1    | Monica Niculescu (ROU)       | ●      |       | 1      | 0     |
| 1    | Vang Csiang (CHN)            | ●      |       | 1      | 0     |
| 1    | Csang Suaj (CHN)             | ●      |       | 1      | 0     |
| 1    | Csuang Csia-zsung (TPE)      |        | ●     | 0      | 1     |
| 1    | Tuan Jing-jing (CHN)         |        | ●     | 0      | 1     |
| 1    | Han Hszin-jün (CHN)          |        | ●     | 0      | 1     |
| 1    | Hszie Su-jing (TPE)          |        | ●     | 0      | 1     |
| 1    | Hszie Su-vej (TPE)           |        | ●     | 0      | 1     |
| 1    | Veronyika Kugyermetova (RUS) |        | ●     | 0      | 1     |
| 1    | Lu Csing-csing (CHN)         |        | ●     | 0      | 1     |
| 1    | Victoria Rodríguez (MEX)     |        | ●     | 0      | 1     |
| 1    | Valerija Szavinih (RUS)      |        | ●     | 0      | 1     |
| 1    | Bibiane Schoofs (NED)        |        | ●     | 0      | 1     |
| 1    | Renata Voráčová (CZE)        |        | ●     | 0      | 1     |
| 1    | Vang Ja-fan (CHN)            |        | ●     | 0      | 1     |
| 1    | Ju Hsziao-ti (CHN)           |        | ●     | 0      | 1     |
| 1    | Maryna Zanevska (BEL)        |        | ●     | 0      | 1     |
| 1    | Csu Lin (CHN)                |        | ●     | 0      | 1     |

### Győzelmek országonként
| Össz | Ország           | Egyéni | Páros |
| ---- | ---------------- | ------ | ----- |
| 8    | Kína             | 2      | 6     |
| 3    | Tajvan           | 0      | 3     |
| 2    | Svájc            | 2      | 0     |
| 2    | Fehéroroszország | 1      | 1     |
| 2    | Oroszország      | 0      | 2     |
| 1    | Románia          | 1      | 0     |
| 1    | Szerbia          | 1      | 0     |
| 1    | Ukrajna          | 1      | 0     |
| 1    | Belgium          | 0      | 1     |
| 1    | Csehország       | 0      | 1     |
| 1    | Mexikó           | 0      | 1     |
| 1    | Hollandia        | 0      | 1     |